# Yponomeuta irrorella
Yponomeuta irrorella es una especie de polilla del género Yponomeuta, familia Yponomeutidae, orden Lepidoptera. Fue descrita científicamente por Hübner en 1796.

## Descripción
La envergadura es de 22 milímetros.

## Distribución
Se distribuye por Países Bajos, Alemania, Suiza, Dinamarca, Austria, Francia, Luxemburgo, Reino Unido, Italia, Rusia, Finlandia, Ucrania, Suiza, Estonia, Lituania, Letonia, Portugal, Bélgica, Bulgaria y Macedonia del Norte.